# Francesco Scarlatti
Francesco Antonio Nicola Scarlatti (Palermo, 5 dicembre 1666 – Dublino, gennaio 1741 circa) è stato un compositore italiano, fratello minore del celebre Alessandro e zio dell'altrettanto famoso Domenico.
Francesco visse sempre sotto l'ombra dei suoi parenti molto più noti, Alessandro e Domenico Scarlatti. Tuttavia egli fu un abile musicista e ricevette parecchie nomine.
Dopo aver studiato musica presso i conservatori napoletani, il 17 febbraio 1684 fu nominato violinista della Corte Reale Napoletana, potendo quindi lavorare accanto al fratello Alessandro, che in quel periodo era stato nominato maestro di cappella. Nel 1690 sposò Rosalinda Albano, la quale nel 1706 morì dopo avergli dato cinque figli.
Nel febbraio del 1691 tornò in Sicilia, dove prestò servizio per 24 anni come maestro di cappella a Palermo. In questo periodo fu attivo anche come compositore: nel 1703 diede al Convento dell'Immacolata Concezione un dialogo a cinque voci e l'oratorio La profetessa guerriera, tra il 1699 e il 1710 all'Arciconfraternita del Santissimo Crocifisso di Roma altri due oratori e nel 1711 ad Aversa rappresentò Lo Petracchio scremmetore, una commedia in napoletano. Nel 1715, nonostante il pieno appoggio da parte di Johann Joseph Fux, fu respinta la sua richiesta di diventare vice-maestro di cappella presso la Corte Imperiale di Vienna.
Successivamente troviamo Scarlatti in viaggio attraverso l'Europa. Nel 1719 fu a Londra, secondo alcune fonti invitato dall'amico Georg Friedrich Händel (o da Francesco Geminiani), che lo aveva conosciuto qualche anno prima in Italia. Non si sa nulla circa il periodo londinese, ma probabilmente lavorò nelle orchestre teatrali. Francesco fu raccomandato al Duca di Chandos, James Brydges, da John Arbuthnot, ma egli non accettò la posizione, sebbene Händel lavorasse per il duca.
Nel 1724 si stabilì definitivamente a Dublino: ivi forse si risposò, come riporta un giornale dell'epoca:
Jane Scarlatti, wife of Francis Scarlatti, Master of Musick, hath eloped from her said husband. This is to desire that nobody may give any credit to the said Jane Scarlatti on account of her said husband; for he will not pay any debts that she shall contract; nor answer any bills she may draw on him.
L'ultima sua notizia, che riporta la sua impossibilità nel partecipare a un concerto, è datata 1741.